# ولادیمیروفکا (شهرستان استرلیتاماکسکی، باشقیرستان)
ولادیمیروفکا (انگلیسی: Vladimirovka, Sterlitamaksky District, Republic of Bashkortostan) یک شهرک در شهرستان استرلیتاماکسکی استان باشقیرستان کشور روسیه است.